# Eric Hansen
Eric Hansen (24 de maig de 1992) és un jugador d'escacs canadenc, nascut als Estats Units, que té el títol de Gran Mestre des de 2013.
A la llista d'Elo de la FIDE de desembre de 2015, hi tenia un Elo de 2577 punts, cosa que en feia el jugador número 3 (en actiu) del Canadà. El seu màxim Elo va ser de 2596 punts, a la llista de juliol de 2014 (posició 259 al rànquing mundial).

## Resultats destacats en competició
El 2008 fou 1r-2n al tancat d'Alberta. El 2011 fou segon al Tancat del Canadà, un torneig zonal 2.2 que li valgué la classificació per a la Copa del Món de 2011 on fou eliminat a la primera ronda per Vugar Gaixímov. El 2012 va guanyar l'Obert del Canadà amb 7½ punts de 9 i fou 5-10è al Campionat del món d'escacs juvenil a Grècia. El 2013 fou 1r-8è (5è en el desempat) a l'Obert Cappelle-la-Grande amb 7 punts de 9. A la Copa del Món de 2013 fou eliminat a la primera ronda per Vladimir Malakhov. L'octubre de 2013 fou segon al Magistral Ciutat de Barcelona de 2013 (el campió fou Csaba Balogh).

### Participació en olimpíades d'escacs
Hansen ha participat, representant Canadà, en dues Olimpíades d'escacs entre els anys 2012 i 2014, amb un resultat de (+9 =7 –3), per un 65,8% de la puntuació. El seu millor resultat el va fer a l'Olimpíada del 2012 en puntuar 7½ de 10 (+6 =3 -1), amb el 75,0% de la puntuació, amb una performance de 2646.

## Escacs en línia
Hansen és un reputat jugador de ràpides i blitz, tant sobre el tauler com en línia. Ha jugat a Internet Chess Club (ICC), Chess.com, ChessCube, PlayChess.com, i lichess.org. Durant la major part de 2011, Hansen fou el millor jugador de ChessCube.com, amb un ràting de 3000+. Cap a l'abril de 2012, era el primer jugador de blitz a Chess.com. Va acceptar de jugar un matx a Chess.com's a mort súbita contra el llavors MI Conrad Holt, qui també tenia un elevat ràting en bliz. Ambdós vivien al mateix edifici dormitori del campus de la University of Texas at Dallas. Estaven empatats 4-4 després de les primeres 8 rondes de 5 minuts + 1 segon d'increment. En la segona volta, amb partides a 3 minuts + 1 segon d'increment, Holt es va posar per davant 5.5-3.5, i va acabar guanyant per 15-11.
Des de l'abril de 2015, Hansen ha estat actiu a lichess sota el renom "chessbrahs", on jugava principalment partides blitz.
Eric és un dels principals impulsors del canal d'streaming "Chessbrah" a Twitch conjuntament amb d'altres jugadors titulats com ara els GM Yasser Seirawan, GM Robin van Kampen, GM Aman Hambleton, NM Elias Oussedik, FM Lefong Hua, i FM Thomas F. Shelby. Els millors moments són sovint postejats en un canal de YouTube que té el mateix nom que el canal Twitch. El maig de 2019, el canal Twitch tenia uns 74,000 seguidors i el canal de Youtube uns 68,000 subscriptors.